# Blainville-sur-Mer
Pour les articles homonymes, voir Blainville.
Blainville-sur-Mer (prononcer /blɛ̃vilsyʁmɛʁ/) est une commune française, située dans le département de la Manche en région Normandie, peuplée de 1 604 habitants.

## Géographie

### Localisation
La commune est en pays coutançais, sur la Côte des Havres, donnant sur la Manche. Le littoral est une plage de sable fin, avec en outre plusieurs zones conchylicoles. Le havre de Blainville abrite une faune et une flore particulières, et est entouré de dunes naturelles.
Le bourg de Blainville-sur-Mer se trouve à 12 km à l'ouest de Coutances et à 40 km à l'ouest de Saint-Lô. Sa population fait plus que doubler en été, en raison de son attractivité touristique, et de sa proximité avec la commune d'Agon-Coutainville. Elle possède une très belle plage, d'où l'on peut apercevoir Jersey et les îles Chausey. À marée basse, il s'y pratique la pêche à pied.
Sa richesse principale résulte de la culture des huîtres, appréciées dans tout le territoire national. Un complexe de loisirs, pouvant accueillir de nombreux estivants, ainsi que des congrès, y a été créé. On y trouve à proximité la plage d'Agon-Coutainville, ainsi qu'un golf de 18 trous sur cette même commune. On peut y admirer, sur la route de Gouville-sur-Mer, le château des Ruettes.
Le point culminant (67 m) se situe en limite est, près du lieu-dit la Martinière. La commune est littorale et bocagère.
| Gouville-sur-Mer (comm. dél. de Gouville-sur-Mer (commune déléguée)) | Gouville-sur-Mer (comm. dél. de Gouville-sur-Mer (commune déléguée)) | Gouville-sur-Mer (comm. dél. de Boisroger) |
| Mer de la Manche                                                     | Blainville-sur-Mer                                                   | Gratot, Saint-Malo-de-la-Lande             |
| Agon-Coutainville                                                    | Agon-Coutainville                                                    | Saint-Malo-de-la-Lande                     |

### Hydrographie
La commune est située dans le bassin Seine-Normandie. Elle est drainée par la rivière du Moulin de Gouville, le ruisseau de Gidron, le Ruet Ganne et le ruisseau du Pont au Blanc,,.
La rivière du Moulin de Gouville, d'une longueur de 13 km, prend sa source en limite des communes de Gratot et de La Vendelée et se jette  dans le golfe de Saint-Malo sur la commune, après avoir traversé quatre communes. 

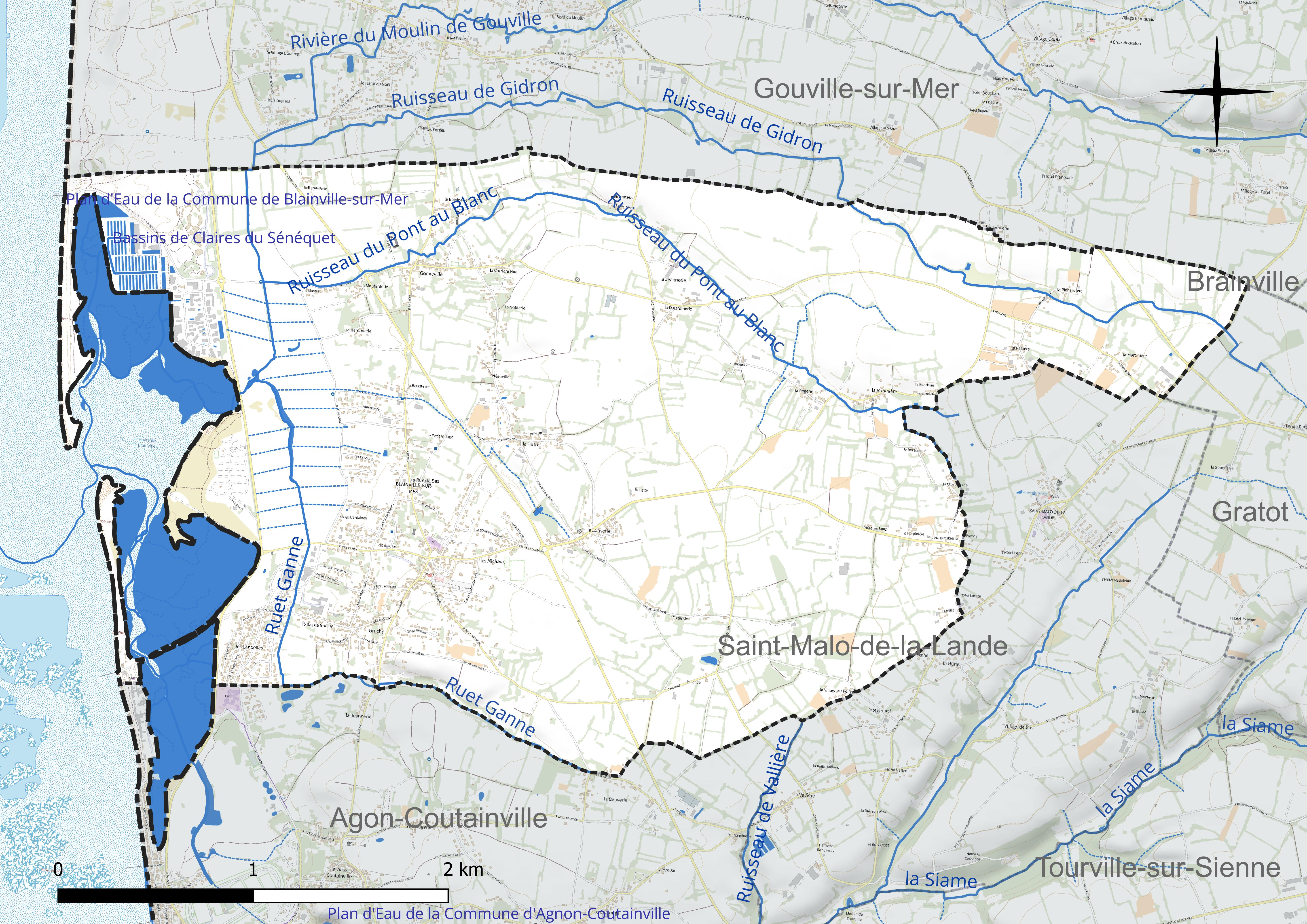
Réseau hydrographique de Blainville-sur-Mer.

Deux plans d'eau complètent le réseau hydrographique : le plan d'eau de la commune de Blainville-sur-Mer (1,1 ha) et les bassins de Claires du Sénéquet (2,2 ha),.

### Climat
Pour des articles plus généraux, voir Climat de la Normandie et Climat de la Manche.
En 2010, le climat de la commune est de type climat océanique franc, selon une étude du CNRS s'appuyant sur une série de données couvrant la période 1971-2000. En 2020, Météo-France publie une typologie des climats de la France métropolitaine dans laquelle la commune est exposée à un climat océanique et est dans la région climatique  Normandie (Cotentin, Orne), caractérisée par une pluviométrie relativement élevée (850 mm/a) et un été frais (15,5 °C) et venté. Parallèlement le GIEC normand, un groupe régional d'experts sur le climat, différencie quant à lui, dans une étude de 2020, trois grands types de climats pour la région Normandie, nuancés à une échelle plus fine par les facteurs géographiques locaux. La commune est, selon ce zonage, exposée à un « climat maritime », correspondant au Cotentin et à l'ouest du département de la Manche, frais, humide et pluvieux, où les contrastes pluviométrique et thermique sont parfois très prononcés en quelques kilomètres quand le relief est marqué.
Pour la période 1971-2000, la température annuelle moyenne est de 11,2 °C, avec une amplitude thermique annuelle de 11 °C. Le cumul annuel moyen de précipitations est de 929 mm, avec 14 jours de précipitations en janvier et 7,6 jours en juillet. Pour la période 1991-2020, la température moyenne annuelle observée sur la station météorologique la plus proche, située sur la commune de Gouville-sur-Mer à 3 km à vol d'oiseau, est de 12,2 °C et le cumul annuel moyen de précipitations est de 844,8 mm,. Pour l'avenir, les paramètres climatiques de la commune estimés pour 2050 selon différents scénarios d'émission de gaz à effet de serre sont consultables sur un site dédié publié par Météo-France en novembre 2022.

## Urbanisme

### Typologie
Au 1er janvier 2024, Blainville-sur-Mer est catégorisée commune rurale à habitat dispersé, selon la nouvelle grille communale de densité à sept niveaux définie par l'Insee en 2022.
Elle appartient à l'unité urbaine d'Agon-Coutainville, une agglomération intra-départementale regroupant trois  communes, dont elle est ville-centre,,. Par ailleurs la commune fait partie de l'aire d'attraction de Coutances, dont elle est une commune de la couronne,. Cette aire, qui regroupe 37 communes, est catégorisée dans les aires de moins de 50 000 habitants,.
La commune, bordée par la Manche, est également une commune littorale au sens de la loi du 3 janvier 1986, dite loi littoral. Des dispositions spécifiques d'urbanisme s'y appliquent dès lors afin de préserver les espaces naturels, les sites, les paysages et l'équilibre écologique du littoral, tel le principe d'inconstructibilité, en dehors des espaces urbanisés, sur la bande littorale des 100 mètres, ou plus si le plan local d'urbanisme le prévoit.

### Occupation des sols
L'occupation des sols de la commune, telle qu'elle ressort de la base de données européenne d'occupation biophysique des sols Corine Land Cover (CLC), est marquée par l'importance des territoires agricoles (81,3 % en 2018), en diminution par rapport à 1990 (83,6 %). La répartition détaillée en 2018 est la suivante : prairies (33,5 %) ; zones agricoles hétérogènes (28,8 %) ; terres arables (19,1 %) ; zones urbanisées (12,4 %) ; zones industrielles ou commerciales et réseaux de communication (2,6 %) ; zones humides côtières (1,9 %) ; milieux à végétation arbustive et/ou herbacée (1 %) ; espaces ouverts, sans ou avec peu de végétation (0,6 %) ; eaux maritimes (0,3 %). L'évolution de l'occupation des sols de la commune et de ses infrastructures peut être observée sur les différentes représentations cartographiques du territoire : la carte de Cassini (XVIIIe siècle), la carte d'état-major (1820-1866) et les cartes ou photos aériennes de l'IGN pour la période actuelle (1950 à aujourd'hui).

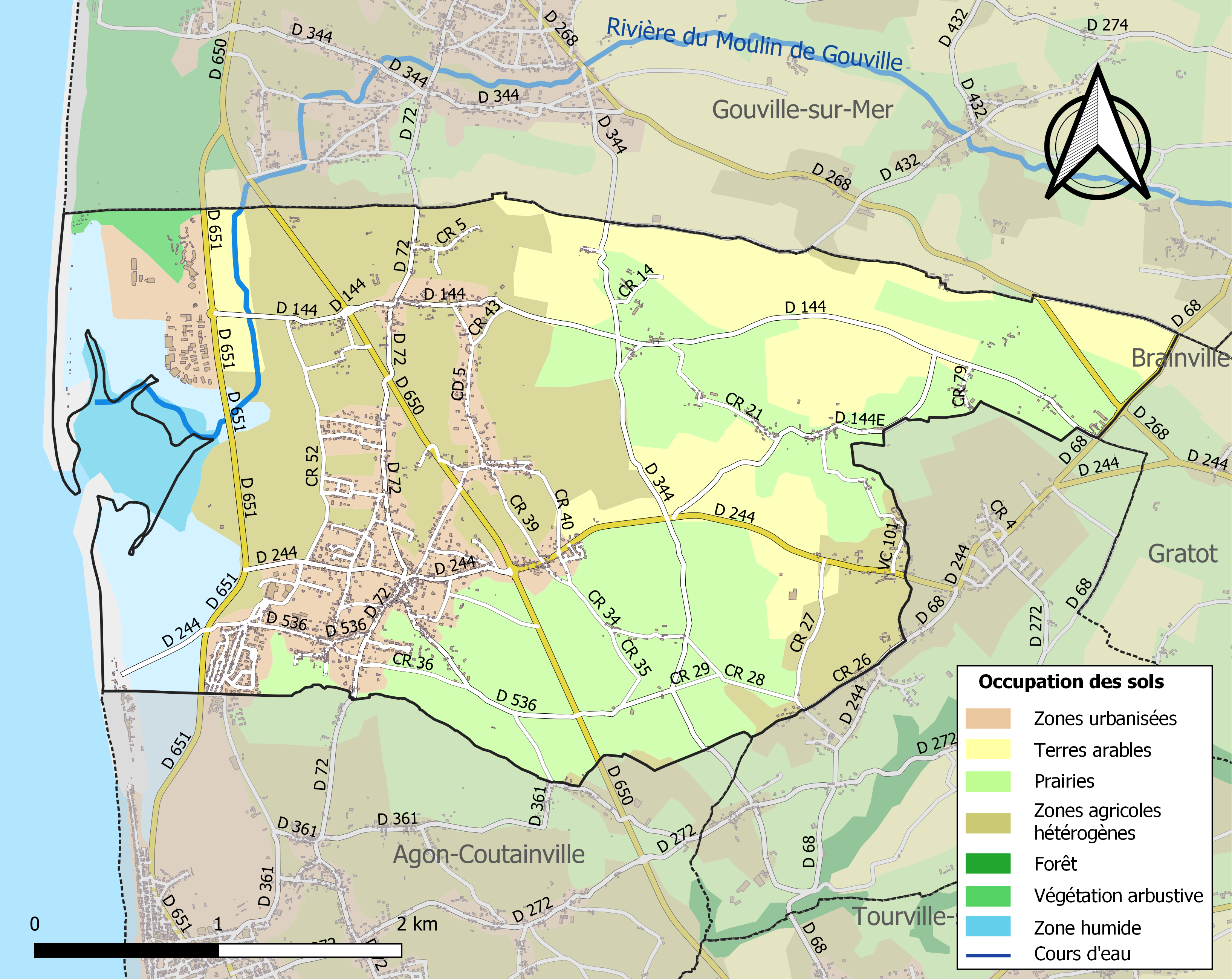
Carte des infrastructures et de l'occupation des sols de la commune en 2018 (CLC).

## Toponymie
Le nom de la localité est attesté sous les formes Blainvilla en 989/996 (copie du XVIIIe siècle), Blainville ou Blandevilla en 1056 (copie 1319), Blainvilla au XIIe siècle, Bleinvilla en 1146 et 1231,, Bledvilla sans date.
Il s'agit d'une formation toponymique médiévale dont le second élément -ville représente l'ancien français vile « domaine rural, village ». Il est lui-même issu du gallo-roman VILLA « grand domaine rural », terme désignant la villa rustica romaine à l'origine.
L'interprétation du premier élément Blain- est plus problématique. François de Beaurepaire rejette la forme Blandevilla retenue par Mme Fauroux et Albert Dauzat, car il se peut qu'elle soit due à l'attraction d'un Blandevilla mentionné en 1146 dans la région de Saint-Lô. Il s'agit selon le cas général d'un anthroponyme, mais l'absence de formes anciennes suffisamment caractérisées ne permet pas de l'identifier avec certitude.
René Lepelley considère que l'élément Blain- représente le nom de personne Blein qu'il croit scandinave. En réalité, Blein, Bleyn est cité par Fellows-Jensen comme la forme anglo-saxonne du nom de personne scandinave Blaeingr. Il faut comprendre Blæingr.
En 1936, Blainville devient Blainville-sur-Mer, pour éviter l'homonymie apparente avec Blainville-sur-Orne (Calvados), Blainville-Crevon (Seine-Maritime) et plus loin, Blainville-sur-l'Eau (Meurthe-et-Moselle), bien qu'aucun de ces noms de commune ne partage la même étymologie. Après une première tentative infructueuse, de la part de Louis Du Bois, pour ajouter un déterminant complémentaire distinctif au toponyme de la Manche (Blainville-le-Havre en 1828, d'après le port naturel dit Havre de Blainville), le déterminant -sur-Mer a été ajouté à des fins à la fois différenciatrices et touristiques.
Le gentilé est Blainvillais.

## Histoire
Le domaine de Blainville appartenait à l'évêque de Coutances. Cinq fiefs composaient la paroisse : Blainville, Néauville, La Chanterie, La Heaulle et Gonneville.
Pierre-Joseph Regnier († 1772) et son fils Jean-Louis-Christophe Regnier († 1802), marins et aventuriers, installés sur Chausey et à Blainville, n'eurent de cesse de se battre contre les Anglais. En 1793, pendant la Terreur, un Jean Regnier était aux côtés de Le Carpentier.
À la création des cantons, Blainville est chef-lieu de canton. Ce canton est supprimé lors du redécoupage cantonal de l'an IX (1801).

## Politique et administration
| Période                                                                                   | Période  | Identité                        | Étiquette | Qualité                    |
| ----------------------------------------------------------------------------------------- | -------- | ------------------------------- | --------- | -------------------------- |
| 1790                                                                                      | 1791     | Pierre-Denis Moulard            |           |                            |
| 1791                                                                                      | 1792     | Jacques Quesnel                 |           |                            |
| 1792                                                                                      | 1795     | Guillaume François Bucaille     |           |                            |
| 1795                                                                                      | 1815     | Louis Charles Robin             |           |                            |
| 1815                                                                                      | 1824     | Jean-Baptiste Foubert           |           |                            |
| 1824                                                                                      | 1829     | Charles Ménard Louis            |           |                            |
| 1829                                                                                      | 1831     | Abel Julien Guillot             |           |                            |
| 1831                                                                                      | 1841     | Jean Zacharie Héron             |           | Propriétaire               |
| 1841                                                                                      | 1858     | François Quesnel                |           |                            |
| 1858                                                                                      | 1873     | Sénateur Almire Bucaille        |           | Propriétaire               |
| 1873                                                                                      | 1881     | Joseph Jean Baptiste Lefournier |           |                            |
| 1881                                                                                      | 1899     | Charles Désiré Guillot          |           |                            |
| 1899                                                                                      | 1908     | Frédéric Calenge                |           |                            |
| 1908                                                                                      | 1919     | Camille Clermont Niobey         |           |                            |
| 1919                                                                                      | 1925     | Auguste Paul Lecuir             |           |                            |
| 1925                                                                                      | 1934     | Auguste Louis Leroutier         |           |                            |
| 1934                                                                                      | 1945     | Jean Michel Vallée              |           |                            |
| 1945                                                                                      | 1963     | Delphin Charles Servule         |           |                            |
| 1963                                                                                      | 1967     | Michel Claude Letellier         |           |                            |
| 1967                                                                                      | 1971     | Henri Lecannelier               |           |                            |
| 1971                                                                                      | 1995     | Roger Mauger                    |           |                            |
| juin 1995                                                                                 | mai 2020 | Michel Boivin                   | SE        | Professeur des universités |
| mai 2020                                                                                  | En cours | Louis Teyssier                  | SE        | Ostréiculteur              |
| Une partie des données est issue d'une liste établie par Jean Pouëssel et Serge Desoulle. |          |                                 |           |                            |

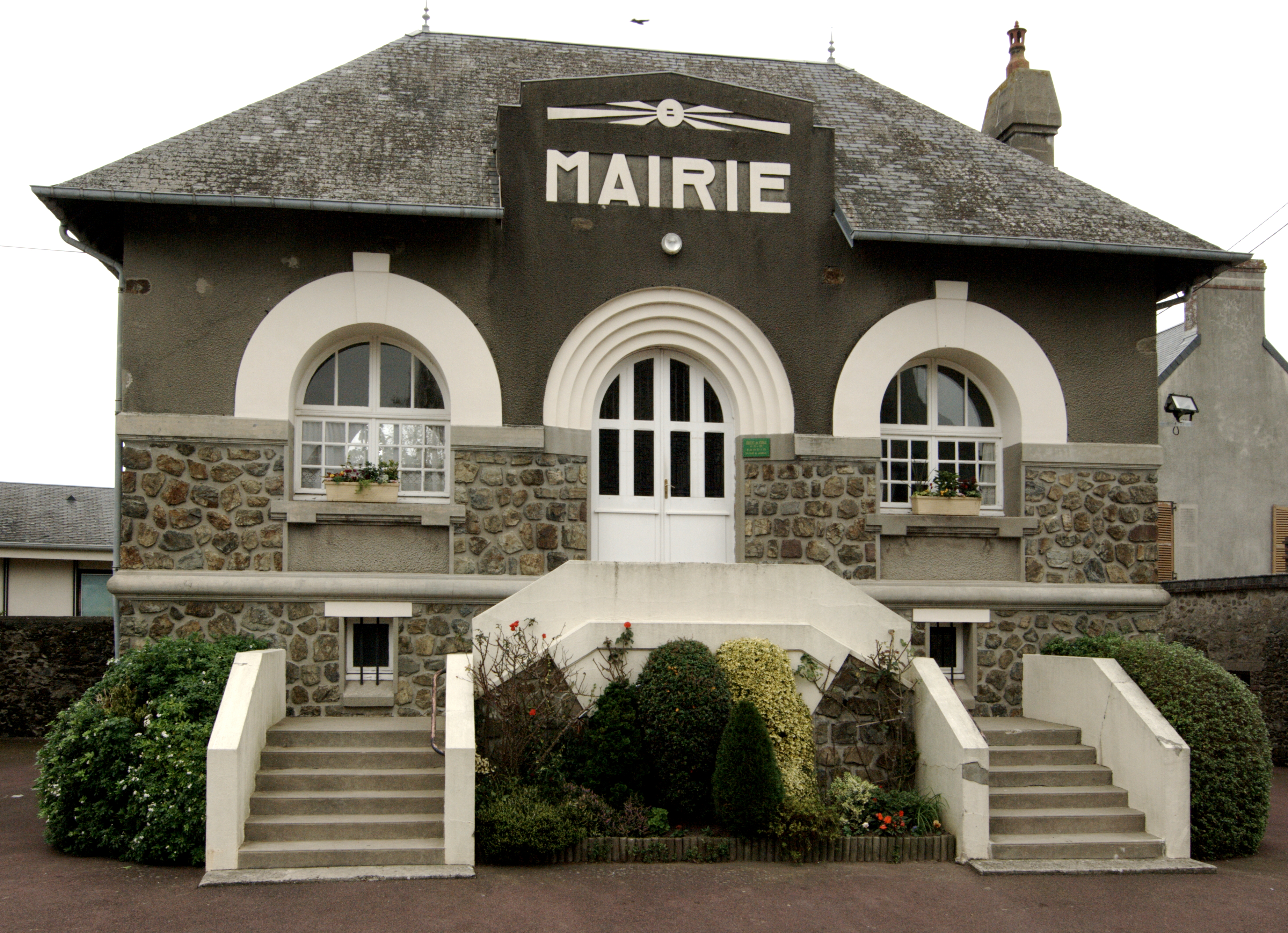
La mairie.

Le conseil municipal est composé de dix-neuf membres dont le maire et trois adjoints.

## Démographie
L'évolution du nombre d'habitants est connue à travers les recensements de la population effectués dans la commune depuis 1793. Pour les communes de moins de 10 000 habitants, une enquête de recensement portant sur toute la population est réalisée tous les cinq ans, les populations de référence des années intermédiaires étant quant à elles estimées par interpolation ou extrapolation. Pour la commune, le premier recensement exhaustif entrant dans le cadre du nouveau dispositif a été réalisé en 2005.
En 2022, la commune comptait 1 604 habitants, en évolution de −1,78 % par rapport à 2016 (Manche : −0,31 %, France hors Mayotte : +2,11 %).
Blainville a compté jusqu'à 1 951 habitants en 1806.
| 1793  | 1800  | 1806  | 1821  | 1831  | 1836  | 1841  | 1846  | 1851  |
| ----- | ----- | ----- | ----- | ----- | ----- | ----- | ----- | ----- |
| 1 834 | 1 877 | 1 951 | 1 778 | 1 770 | 1 838 | 1 783 | 1 651 | 1 735 |

| 1856  | 1861  | 1866  | 1872  | 1876  | 1881  | 1886  | 1891  | 1896  |
| ----- | ----- | ----- | ----- | ----- | ----- | ----- | ----- | ----- |
| 1 543 | 1 708 | 1 704 | 1 703 | 1 711 | 1 668 | 1 545 | 1 526 | 1 512 |

| 1901  | 1906  | 1911  | 1921  | 1926  | 1931  | 1936  | 1946  | 1954 |
| ----- | ----- | ----- | ----- | ----- | ----- | ----- | ----- | ---- |
| 1 525 | 1 419 | 1 296 | 1 075 | 1 152 | 1 082 | 1 087 | 1 159 | 932  |

| 1962 | 1968 | 1975 | 1982  | 1990  | 1999  | 2005  | 2006  | 2010  |
| ---- | ---- | ---- | ----- | ----- | ----- | ----- | ----- | ----- |
| 968  | 974  | 953  | 1 016 | 1 113 | 1 319 | 1 483 | 1 525 | 1 576 |

| 2015  | 2020  | 2022  | - | - | - | - | - | - |
| ----- | ----- | ----- | - | - | - | - | - | - |
| 1 634 | 1 604 | 1 604 | - | - | - | - | - | - |

## Économie et tourisme
En 2009, le guide Michelin décerne une étoile au restaurant le Mascaret.
Blainville-sur-Mer est dénommée « commune touristique » depuis décembre 2009.

## Lieux et monuments

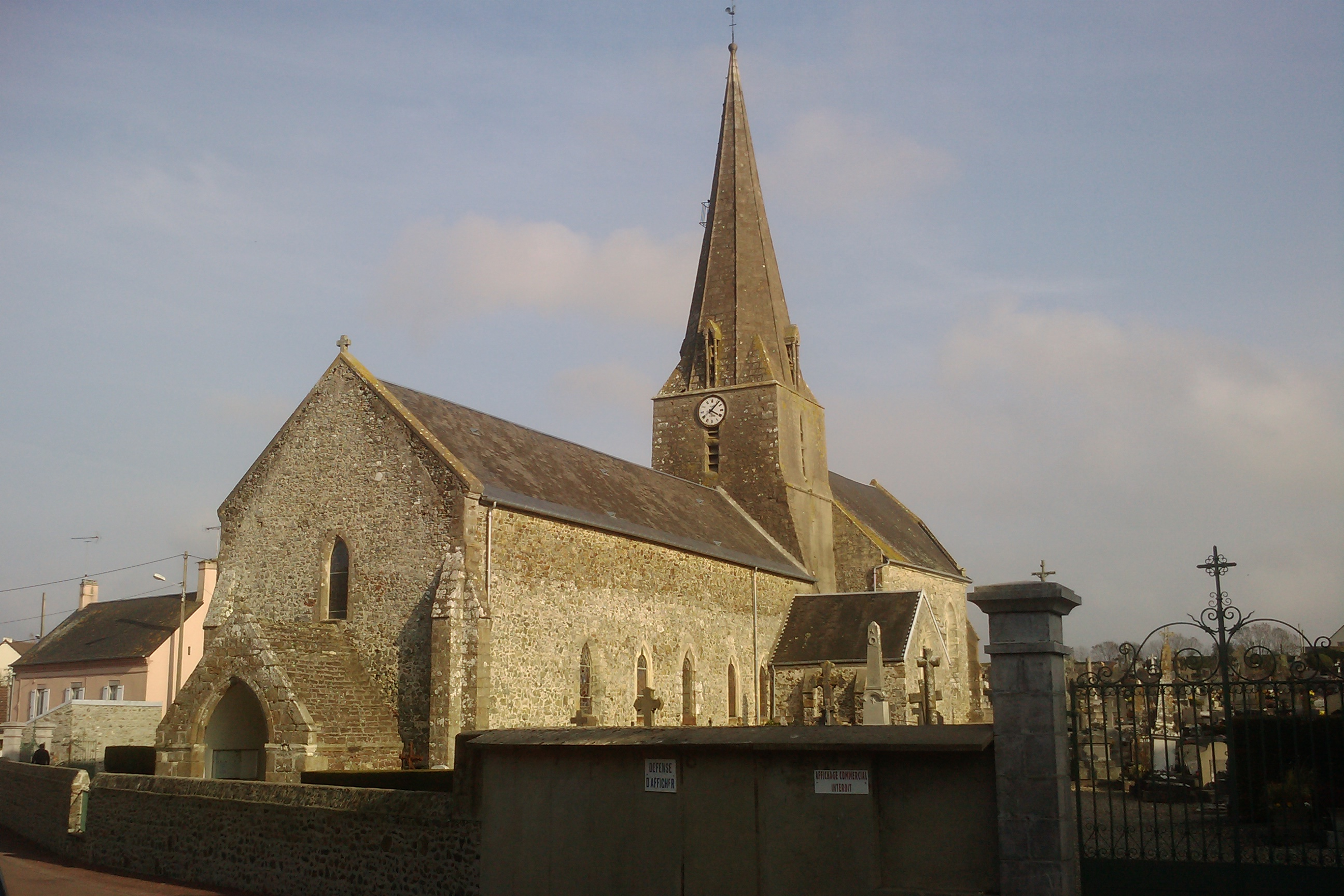
L'église Saint-Pierre.

- Église Saint-Pierre (XIIIe – XVe siècles) romane, à nef unique. Les chapelles latérales forment le transept. Le chœur à pans coupés et le porche gothique sont du XVe siècle, le clocher carré en granit à flèche hexagonale ainsi que les modillons et les chapiteaux sont du XIIe siècle. L'église abrite une Vierge à l'Enfant du XVe siècle et les statues de Saint pierre, et de sainte Barbe (XVIIIe siècle)[32].
- Chapelle des Marins (XVe – XVe siècles) inscrite au titre des monuments historiques[41]. Trois ex-votos, tableau et maquettes, sont classés au titre objet aux monuments historiques[42].
- Chapelle du château Notre-Dame de Philibert (XIVe – XVe siècles).
- Croix anciennes au bourg, à Gruchy et à Néauville.
- Manoir de Gonneville (XVe – XVIe siècles), et grange dîmière.
- Château des Ruettes dans la rue de Bas. C'est une des maisons d'éditeurs qui ornent cette rue.
- Rue de Bas dite rue des Libraires[32]. C'est dans cette rue que de nombreux libraires du XIXe siècle ayant fait fortune à Paris construisirent leurs résidences.
- Vieilles maisons de pêcheurs dans la rue et le village de Gruchy. Ces maisons sont pour la plupart restaurées et occupées par des estivants pendant les vacances.
- Phare du Sénéquet (1858) dans le passage de la Déroute[32].
- Deux portes à flots.
- Près de la mairie, un mégalithe retrouvé lors de travaux dans le carrefour voisin a été dressé.
- Ruines d'un moulin à vent.
- Lavoir à la Rousterie.

### Environnement, écologie
Blainville-sur-mer possède une vaste zone dunaire, longeant toute la côte maritime de la commune. Cependant, cette côte dunaire est menacée par la mer, qui peu à peu regagne le terrain qu'elle a auparavant perdu. Le 10 mars 2008, lors d'une tempête un jour de grande marée, plus de 500 mètres de dunes ont été repris par la mer. Celle-ci est désormais visible depuis la route départementale située à 900 mètres.

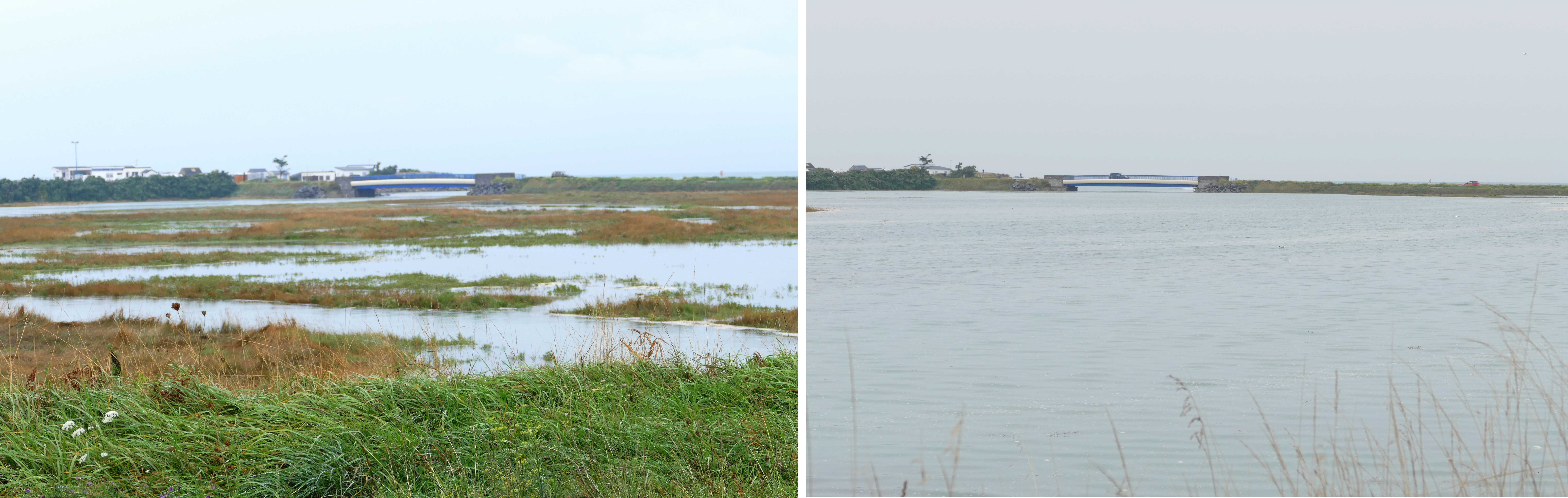
La partie sud du havre de Blainville en cours de remplissage puis à la haute mer lors d'une marée d'équinoxe en 2020.

## Activité et manifestations

### Sports
L'AJB (Association des Jeunes de Blainville) fait évoluer une équipe de football en division de district.

### Jumelages
- Jumelée avec  Zimmerbach (France) depuis 1982[44].

## Personnalités liées à la commune
- Adolphe Tanquerey (1854 à Blainville - 1932), prêtre catholique.
- Auguste Blaizot (1874 à Blainville - 1941), libraire et éditeur à Paris.
- Louis Victor François Girard (° 2 octobre 1886 à Blainville-sur-Mer - 17 mars 1915 à Suippes (Marne), horloger, l'un des quatre caporaux normands fusillés pour l'exemple en 1915 à l'âge de 28 ans.